# Abílio Duarte
Pour les articles homonymes, voir Duarte.
Abílio Augusto Monteiro Duarte (Praia, 16 février 1931 - 20 août 1996)  était un nationaliste et homme politique cap-verdien de l'époque de l'indépendance. Après l'indépendance, il devient le premier président de l'Assemblée nationale (1975-1991) et le premier ministre des Affaires étrangères (1975-1981). Silvino Manuel da Luz lui succède à ce poste.